# السعودية (الدقهلية)
قرية السعودية هي إحدى القرى التابعة لمركز تمي الأمديد في محافظة الدقهلية في جمهورية مصر العربية. حسب إحصاءات سنة 2006، بلغ إجمالي السكان في السعودية 2940 نسمة، منهم 1449 رجل و1491 امرأة.